# 스티븐 루트
스티븐 루트(Stephen Root, 1951년 11월 17일 ~ )는 미국의 배우이다.

## 출연 작품
- 음모자
- 바이센티니얼 맨
- 겟 아웃 - 짐 허드슨 역
- 인피니티 베이비 - 펜튼 역
- 세상을 바꾼 변호인 - 브라운 교수 역
- 라이프 오브 더 파티
- 밤쉘: 세상을 바꾼 폭탄선언 - 닐 멀렌 역
- 엠티맨 - 아서 역
- 엉클 프랭크 - 아버지 맥 역
- 세버그 - 월트 브랙맨 역
- 포 굿 데이스 - 크리스 역
- 데이브